# Tarr Mari
Tarr Mari (névváltozata: Tarr Mária; Klotildliget, 1934 – 2023. március 14.) magyar színházi súgó.

## Életpályája
1934-ben született Klotildligeten. Békéscsabán kezdte színházi súgói pályáját, majd amikor férje (id. Tarr Béla) Budapestre került, követte őt. 55 éven át volt a Madách Színház súgója. 2014 januárjában vonult vissza. Élete utolsó éveiben az országot járva, "Mesék a súgólyukból" címmel előadásokat tartott Dunai Tamás közreműködésével. 334 tévéjáték is fűződik a nevéhez mint súgó.
Hívő emberként bejárta szinte az összes Mária-kegyhelyet, 2012-ben Pándy Piroska operaénekesnővel készített előadást Ave Maria címmel.
2023-ban hunyt el, Pannonhalmán helyezték végső nyugalomra.

„A súgó szakma rendkívüli ritmusérzéket és empátiát követel művelőjétől, hiszen előbb kell tudnia, hogy a színész hibázni fog, minthogy az megtörténne. Tolnay Klári egyszer azt mondta neki: Mari, te legalább akkora művész vagy, mint mi, csak téged nem lát a közönség.”

– Madách Színház – 2023

### Családja
Férje Tarr Béla díszlettervező volt. Gyermekeik: Tarr Béla filmrendező és Tarr György restaurátor, festő.

## Díjai
- Magyar Köztársaság Ezüst Érdemkeresztje[6]